# Antonio Piromalli ('Ndrina)
Antonio Piromalli (Polistena, 21 giugno 1972) è un mafioso italiano.
È stato il capo della 'Ndrina dei Piromalli della Piana di Gioia Tauro, in cui era subentrato come capobastone all'omonimo padre Giuseppe Piromalli (figlio).

## Attività criminale
Negli anni novanta il porto di Gioia Tauro divenne il più grande porto commerciale del Mediterraneo (giunse a spostare oltre 2 milioni di container nel 1998). Nel 1994 la Contship Containerlines affittò l'area del porto per iniziare la sua attività di trasporto e fu creato il Terminal Medcenter Container, grazie a 128 miliardi di lire di un finanziamento statale; i Piromalli costrinsero le due società, attraverso il vicepresidente Walter Lugli della Medcenter e il presidente Enrico Ravano della Contship, al pagamento di 1,5 $ per ogni container trasportato, che corrispondeva a metà del profitto guadagnato dalle due compagnie.
Antonio è in carcere da quando è stato arrestato nell'operazione Cent'anni di Storia del luglio 2008.